# UFC Fight Night: Ульберг vs. Рейес
UFC Fight Night: Ulberg vs. Reyes (также известный как UFC Fight Night 260 и UFC on ESPN+ 118) — планируемый турнир по смешанным единоборствам, организованный Ultimate Fighting Championship, который должен состояться 27 сентября 2025 года на спортивной арене «RAC Arena» в городе Перт, Австралия.

## Подготовка турнира
Мероприятие станет четвёртым турниром организации в Перте, где в последний раз был проведён турнир UFC 305 в августе 2024 года.

### Главные события турнира
В качестве заглавного события турнира запланирован бой в полутяжелом весе, в котором встретятся Карлос Ульберг (#3 в рейтинге) и бывший претендент на титул чемпиона UFC в полутяжелом весе Доминик Рейес (#7 в рейтинге).

### Анонсированные бои
| Бой | Весовая категория    | Участники боёв и их статистика перед боем (рекорд ММА / рекорд UFC / серия) | Участники боёв и их статистика перед боем (рекорд ММА / рекорд UFC / серия) | Участники боёв и их статистика перед боем (рекорд ММА / рекорд UFC / серия) | Участники боёв и их статистика перед боем (рекорд ММА / рекорд UFC / серия) | Участники боёв и их статистика перед боем (рекорд ММА / рекорд UFC / серия) | Участники боёв и их статистика перед боем (рекорд ММА / рекорд UFC / серия) | Участники боёв и их статистика перед боем (рекорд ММА / рекорд UFC / серия) | Участники боёв и их статистика перед боем (рекорд ММА / рекорд UFC / серия) | Участники боёв и их статистика перед боем (рекорд ММА / рекорд UFC / серия) | Участники боёв и их статистика перед боем (рекорд ММА / рекорд UFC / серия) | Участники боёв и их статистика перед боем (рекорд ММА / рекорд UFC / серия) | Участники боёв и их статистика перед боем (рекорд ММА / рекорд UFC / серия) |
| |                      | Главный кард (Main Card, ESPN+)                                             |                                                                             |                                                                             |                                                                             |                                                                             |                                                                             |                                                                             |                                                                             |                                                                             |                                                                             |                                                                             |                                                                             |
| 1 | Полутяжёлый вес      | Карлос Ульберг (Carlos Ulberg)                                              | #3, CS                                                                      | 12-1                                                                        | 8-1                                                                         | +8                                                                          | vs.                                                                         | Доминик Рейес (Dominick Reyes)                                              | #8 (1), exП                                                                 | 15-4                                                                        | 9-4                                                                         | +3                                                                          | [ 3 ]                                                                       |
| 2 | Полутяжёлый вес      | Джимми Крут (Jimmy Crute)                                                   | exT(12), CS                                                                 | 13-4-2                                                                      | 5-4-2                                                                       | +1                                                                          | vs.                                                                         | Иван Эрслан (Ivan Erslan)                                                   |                                                                             | 14-5                                                                        | 0-2                                                                         | -2                                                                          | [ 4 ]                                                                       |
| 3 | Полутяжёлый вес      | Джуниор Тафа (Junior Tafa)                                                  |                                                                             | 6-4                                                                         | 2-4                                                                         | -1                                                                          | vs.                                                                         | Ибо Аслан (Ibo Aslan)                                                       | CS                                                                          | 14-3                                                                        | 1-2                                                                         | -2                                                                          | [ 5 ]                                                                       |
| |                      | Предварительный кард (Prelims, ESPN+)                                       |                                                                             |                                                                             |                                                                             |                                                                             |                                                                             |                                                                             |                                                                             |                                                                             |                                                                             |                                                                             |                                                                             |
| 4 | Жен. минимальный вес | Лома Лукбунми (Loma Lookboonmee)                                            | #14                                                                         | 10-3                                                                        | 7-2                                                                         | +4                                                                          | vs.                                                                         | Алешия Тайнара (Alexia Thainara)                                            | CS                                                                          | 12-1                                                                        | 1-0                                                                         | +10                                                                         | [ 6 ]                                                                       |
| 5 | Легчайший вес        | Колби Тикнесс (Colby Thicknesse)                                            |                                                                             | 7-1                                                                         | 0-1                                                                         | -1                                                                          | vs.                                                                         | Жозиас Мусаса (Josias Musasa)                                               | CS                                                                          | 8-1                                                                         | 0-1                                                                         | -1                                                                          | [ 7 ]                                                                       |
| 6 | Полутяжёлый вес      | Навахо Стирлинг (Navajo Stirling)                                           | CS                                                                          | 7-0                                                                         | 2-0                                                                         | +7                                                                          | vs.                                                                         | Родолфу Беллату (Rodolfo Bellato)                                           | CS                                                                          | 12-2-1 (1)                                                                  | 1-0-1 (1)                                                                   | 0                                                                           | [ 8 ]                                                                       |
| 7 | Жен. легчайший вес   | Мишель Монтегю (Michelle Montague)                                          | д                                                                           | 6-0                                                                         | -                                                                           | +6                                                                          | vs.                                                                         | Луана Каролина (Luana Carolina)                                             | CS                                                                          | 11-4                                                                        | 6-3                                                                         | +3                                                                          | [ 9 ]                                                                       |
| 8 | Лёгкий вес           | Том Нолан (Tom Nolan)                                                       | CS                                                                          | 9-1                                                                         | 3-1                                                                         | +3                                                                          | vs.                                                                         | Эван Элдер (Evan Elder)                                                     |                                                                             | 10-2                                                                        | 3-2                                                                         | +3                                                                          | [ 10 ]                                                                      |
| |                      | Отменённые бои                                                              |                                                                             |                                                                             |                                                                             |                                                                             |                                                                             |                                                                             |                                                                             |                                                                             |                                                                             |                                                                             |                                                                             |
| | Полулёгкий вес       | Чхве Ту-хо (Dooho Choi)▼                                                    | exT(11)                                                                     | 16-4-1                                                                      | 5-3-1                                                                       | +2                                                                          | vs.                                                                         | Даниэл Сантус (Daniel Santos)                                               |                                                                             | 12-2                                                                        | 3-1                                                                         | +3                                                                          | [ 11 ]                                                                      |
| Условные обозначения: #5 (1) — текущее (лучшее) место бойца в рейтинге, exЧ(В) — бывший чемпион (временный), exП(В) — бывший претендент на титул чемпиона (временного), exТ(3) — боец входил в рейтинг Топ-15 (лучшее место в рейтинге), д — дебютант, CS — боец участвовал в Претендентской серии Дэйны Уайта, R2U — боец участвовал в шоу Road To UFC, TUF — боец участвовал в шоу The Ultimate Fighter, TUFW — боец являлся победителем The Ultimate Fighter, WEC/SF — боец выступал в WEC или Strikeforce до объединения этих организаций с UFC. |                      |                                                                             |                                                                             |                                                                             |                                                                             |                                                                             |                                                                             |                                                                             |                                                                             |                                                                             |                                                                             |                                                                             |                                                                             |